# 11773 Schouten
11773 Schouten (1021 T-3) là một tiểu hành tinh vành đai chính được phát hiện ngày 17 tháng 10 năm 1977, by C. J. van Houten và I. van Houten-Groeneveld ngày Palomar Schmidt plates taken by T. Gehrels.